# بخش نوده انقلاب
بخش نوده انقلاب یکی از بخش‌های شهرستان خوشاب در استان خراسان رضوی است.
این بخش در تیر ۱۳۹۸ تشکیل شد. جمعیت این بخش مطابق سرشماری ۱۳۹۵ برابر با ۹۹۱۵ نفر بوده است.

## تقسیمات کشوری
بخش نوده انقلاب
- دهستان نوده انقلاب
- دهستان طبس